# 春機発動
春機発動（しゅんきはつどう、英:puberty）とは生殖機能の発現が開始される時期。雄では精巣の急激な発育と精細管における精子の出現、雌では卵巣の急激な発育と排卵可能な卵胞の発育の開始をもって春機発動とされる。しばしば性成熟と区別されずにこの用語が用いられることがある。